# Rumble Fish (bài hát)
rumble fish là đĩa đơn thứ năm của Do As Infinity phát hành năm 2000, đĩa tiêu thụ hết 37000 bản.

## Danh sách
1. "Rumble Fish"
2. "My Wish-My Life"
3. "Summer Days"
4. "Rumble Fish" (Instrumental)
5. "My Wish-My Life" (Instrumental)
6. "Summer Days" (Instrumental)
7. "Welcome!" (Dub's Re-fresh Mix)

## Xếp hạng
| Bảng xếp hạng (2000) | Thứ hạng | Thời gian trụ hạng |
| -------------------- | -------- | ------------------ |
| Oricon Nhật Bản      | 20       | 5 tuần             |